# 博約州

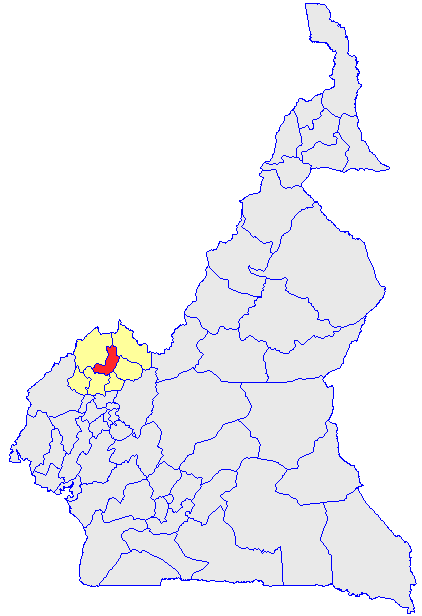

博約州（法語：Boyo）是喀麥隆的58個州份之一，位於該國西北部，由西北區負責管轄，東北面是栋加-曼通州，面積1,592平方公里，2001年人口169,725，人口密度每平方公里106.6人。